# Ема
Ема (яп. 絵馬, えま, укр. «малюнок коня» або «намальований кінь») — невеликі вотивні дощечки з дерева світлих порід, на яких синтоїсти записують свої прохання або молитви. Після заповнення, ема залишають у святилищі для того, щоби боги-камі отримали звернені до них послання.
На табличках ема з одного боку зображуються тварини та інша синтоїстська або буддистська символіка, а з іншого віруючі пишуть свої прохання. На багатьох ема збоку також накреслено слово ган'і (яп. 愿意), що означає «побажання». Зверху проробляється отвір, щоб дощечку можна було повісити в спеціально відведеному місці.
У старі часи японці жертвували святилищам живих коней заради прихильності богів. З часом ця традиція перетворилася на обряд приношення дерев'яних дощечок зі зображенням коня або іншої жертви. У наш час малюнки й написи на ема стали різноманітнішими.
В синтоїстських храмах продаються ема з різними мотивами. Часто зустрічаються прохання про успіх у кар'єрі або на іспитах, про сімейне щастя, народження дитини й про дарування доброго здоров'я, а також новорічні побажання. Деякі святилища спеціалізуються на жертвоприношеннях певним камі. Доходи від продажу табличок йдуть на підтримку храму в належному вигляді.
Якщо бажане здійснюється, заведено повертатися в храм для того, щоб віддячити ками. У деяких святилищах, які відвідують туристи, можна побачити ема, заповнені на різних мовах.